# Alcyoniidae
Los alciónidos (Alcyoniidae) sons una familia de corales marinos que pertenecen al suborden Alcyoniina, del orden Alcyonacea, dentro de la subclase Octocorallia. 
Enmarcados comúnmente entre los corales blandos, ya que carecen de esqueleto, como los corales duros del orden Scleractinia, por lo que no son corales hermatípicos. Forman colonias de pólipos, unidos por una masa carnosa de cenénquima, o tejido generado por ellos. Para darle consistencia, al carecer de esqueleto, su tejido contiene espículas de calcita. 
Son octocorales que comparten la característica de tener pólipos insertados en un grueso cenénquima, o cuerpo común de la colonia, y piel, con aspecto de cuero carnoso, presentando formas arborescentes o lobuladas.

## Géneros
El Registro Mundial de Especies Marinas acepta los siguientes géneros en la familia:
- Acrophytum. Hickson, 1900
- Alcyonium. Linnaeus, 1758
- Aldersladum. Benayahu & McFadden, 2011
- Anthomastus. Verrill, 1878
- Bathyalcyon Versluys, 1906
- Bellonella. Gray, 1862
- Cladiella. Gray, 1869
- Complexum Van Ofwegen, Aurelle & Sartoretto, 2014
- Dampia. Alderslade, 1983
- Dimorphophyton. (Williams, 1988)
- Discophyton. McFadden & Hochberg, 2003
- Elbeenus. Alderslade, 2002
- Eleutherobia. Puetter, 1900
- Heteropolypus. Tixier-Durivault, 1964
- Inflatocalyx
- Klyxum. Alderslade, 2000
- Lampophyton. Williams, 1986
- Lanthanocephalus. Williams & Starmer, 2000
- Lithophyton
- Lobophytum. Marenzeller, 1886
- Lobularia Savigny
- Lohowia. Alderslade, 2003
- Malacacanthus. Thomson, 1910
- Minabea. Utinomi, 1957
- Notodysiferus. Alderslade, 2003
- Paraminabea. Williams & Alderslade, 1999
- Parerythropodium. Kuekenthal, 1916
- Protodendron. Thomson & Dean, 1931
- Pseudoanthomastus. Tixier-Durivault & d'Hondt, 1974
- Rhytisma. Alderslade, 2000
- Sarcophyton. Lesson, 1834
- Sinularia. May, 1898
- Skamnarium. Alderslade, 2000
- Sphaeralcyon. Lopez-Gonzalez & Gili, 2005
- Sphaerasclera . McFadden & van Ofwegen, 2013
- Thrombophyton
- Verseveldtia. Williams, 1990

## Galería

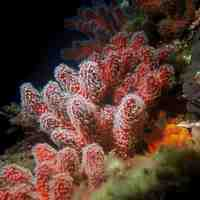
Alcyonium palmatum
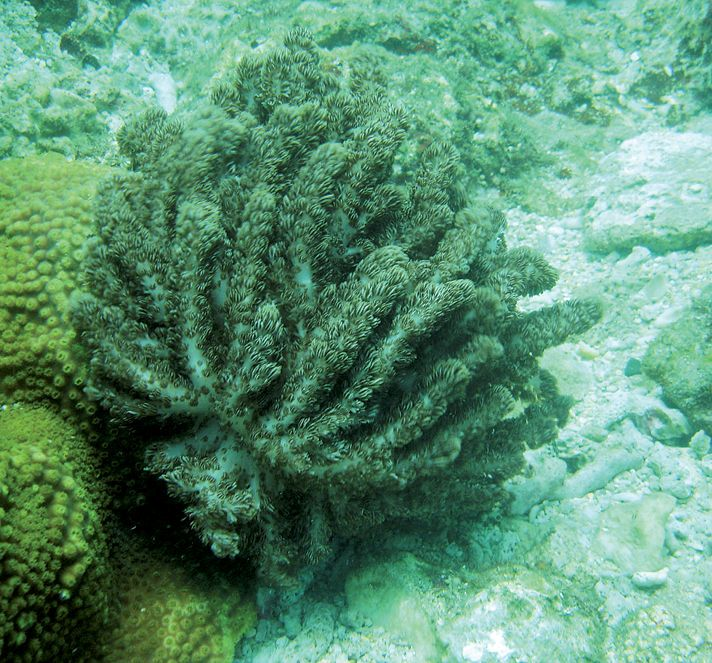
Aldersladum jengi
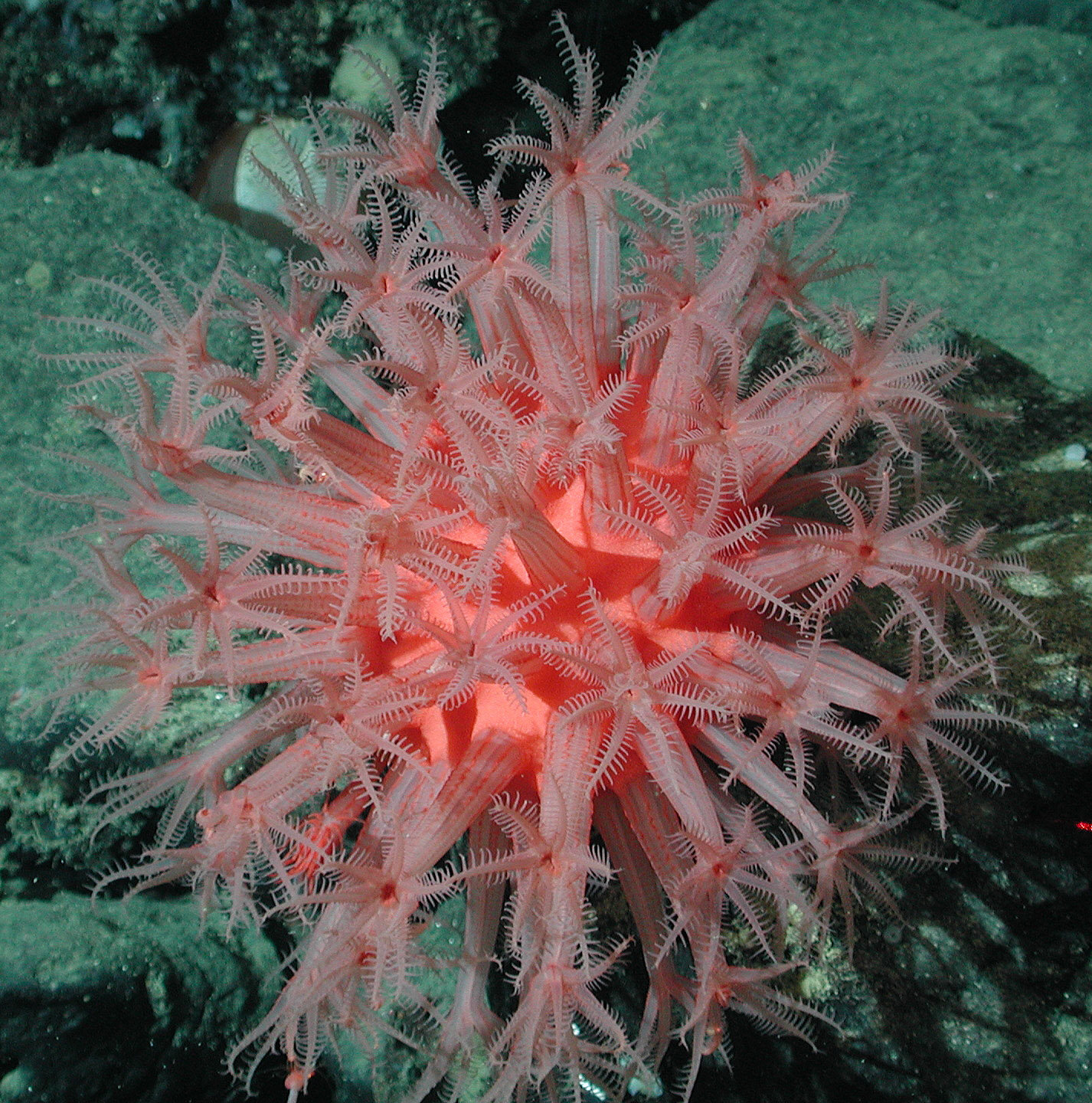
Anthomastus ritteri
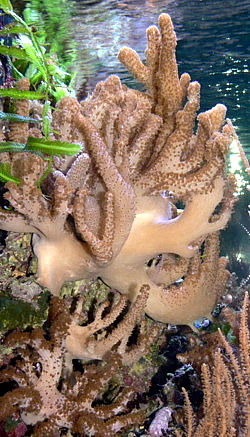
Cladiella sp
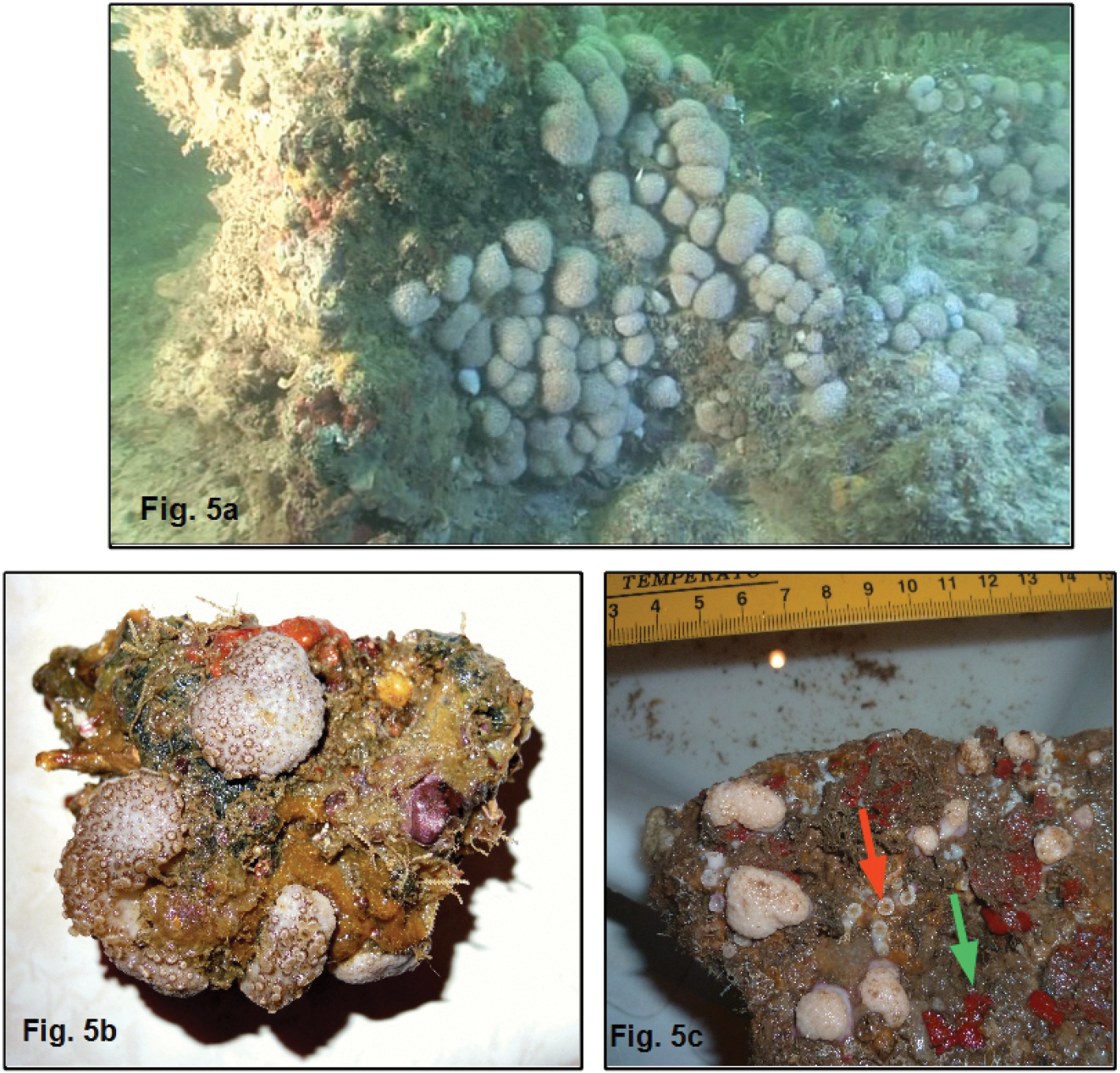
Complexum pusillum
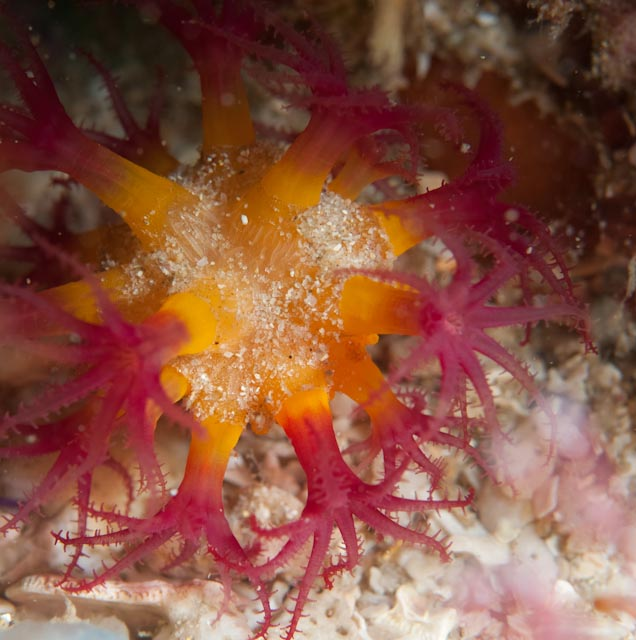
Eleutherobia variabile
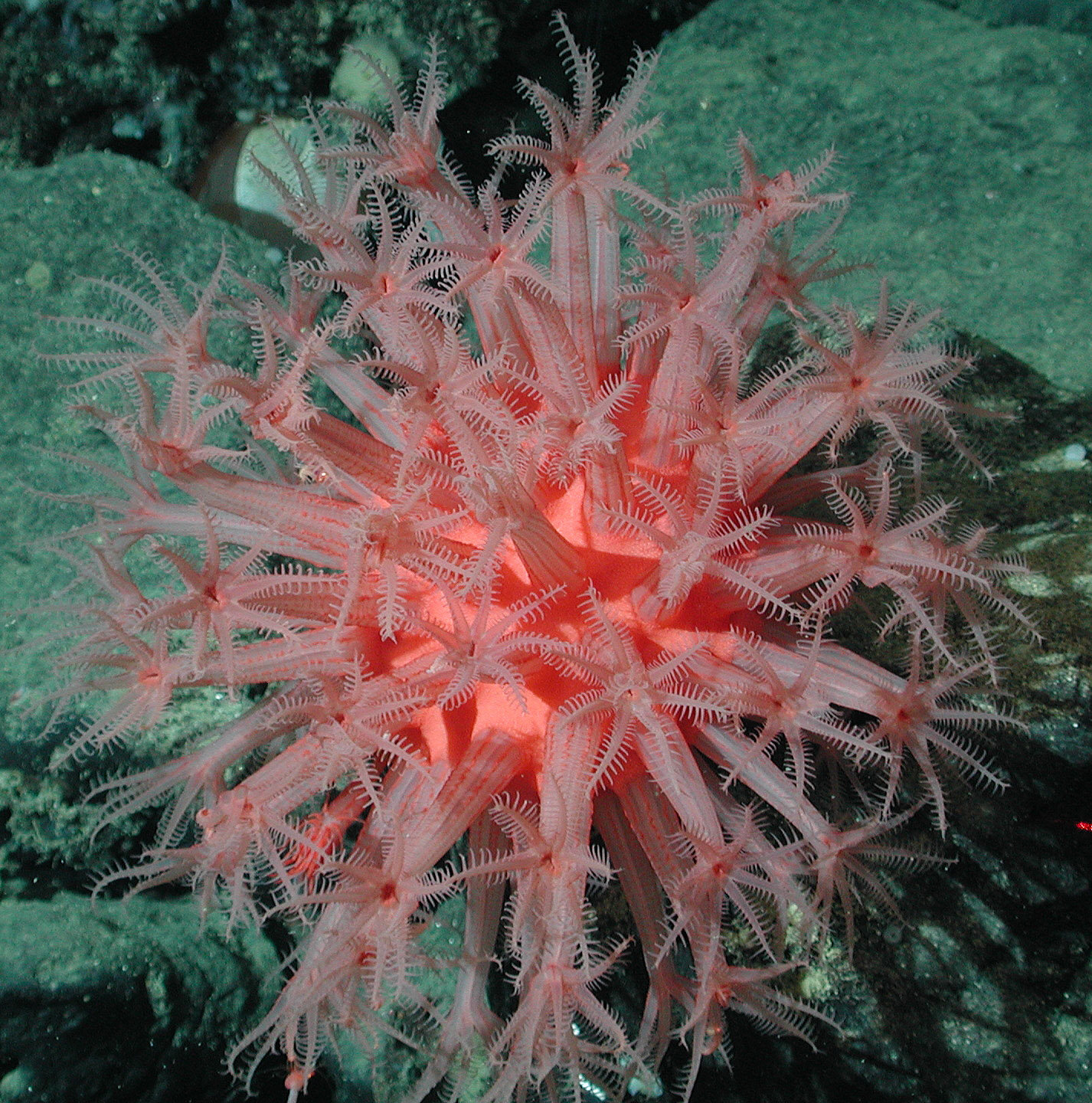
Heteropolypus ritteri
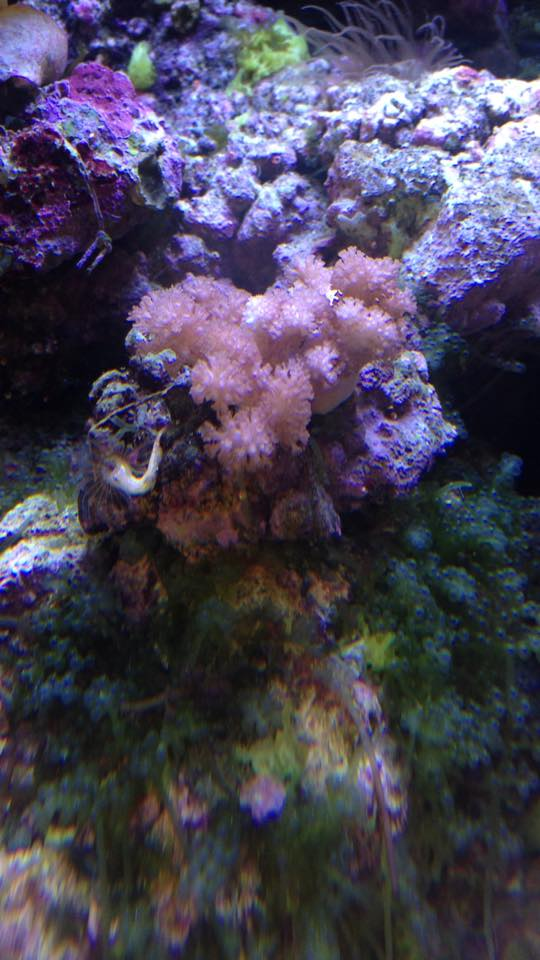
Klyxum sp.
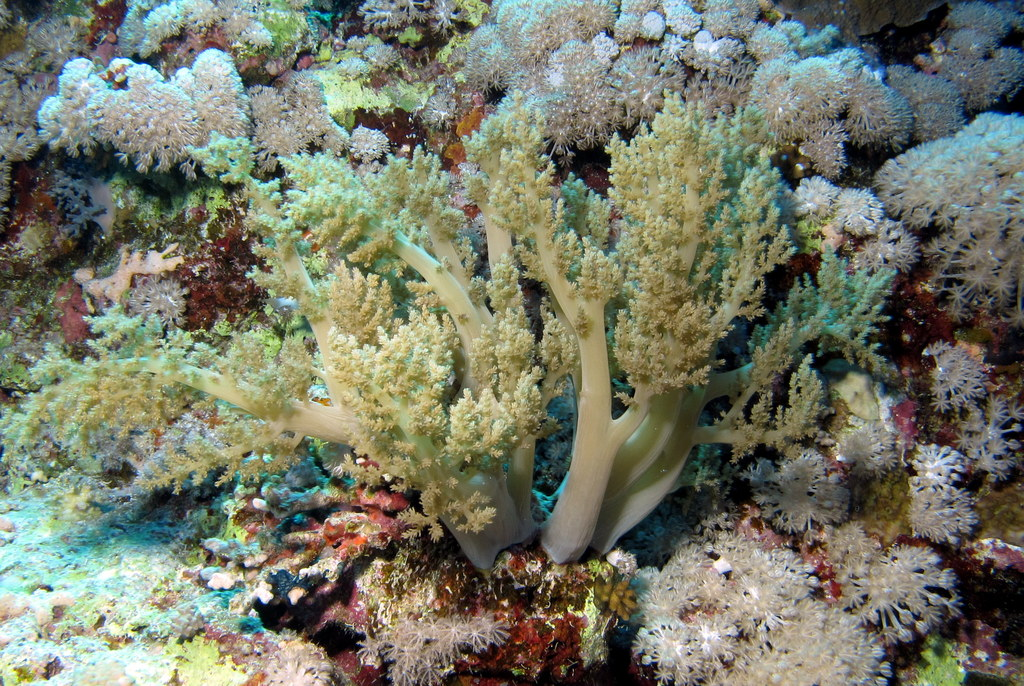
Litophyton arboreum
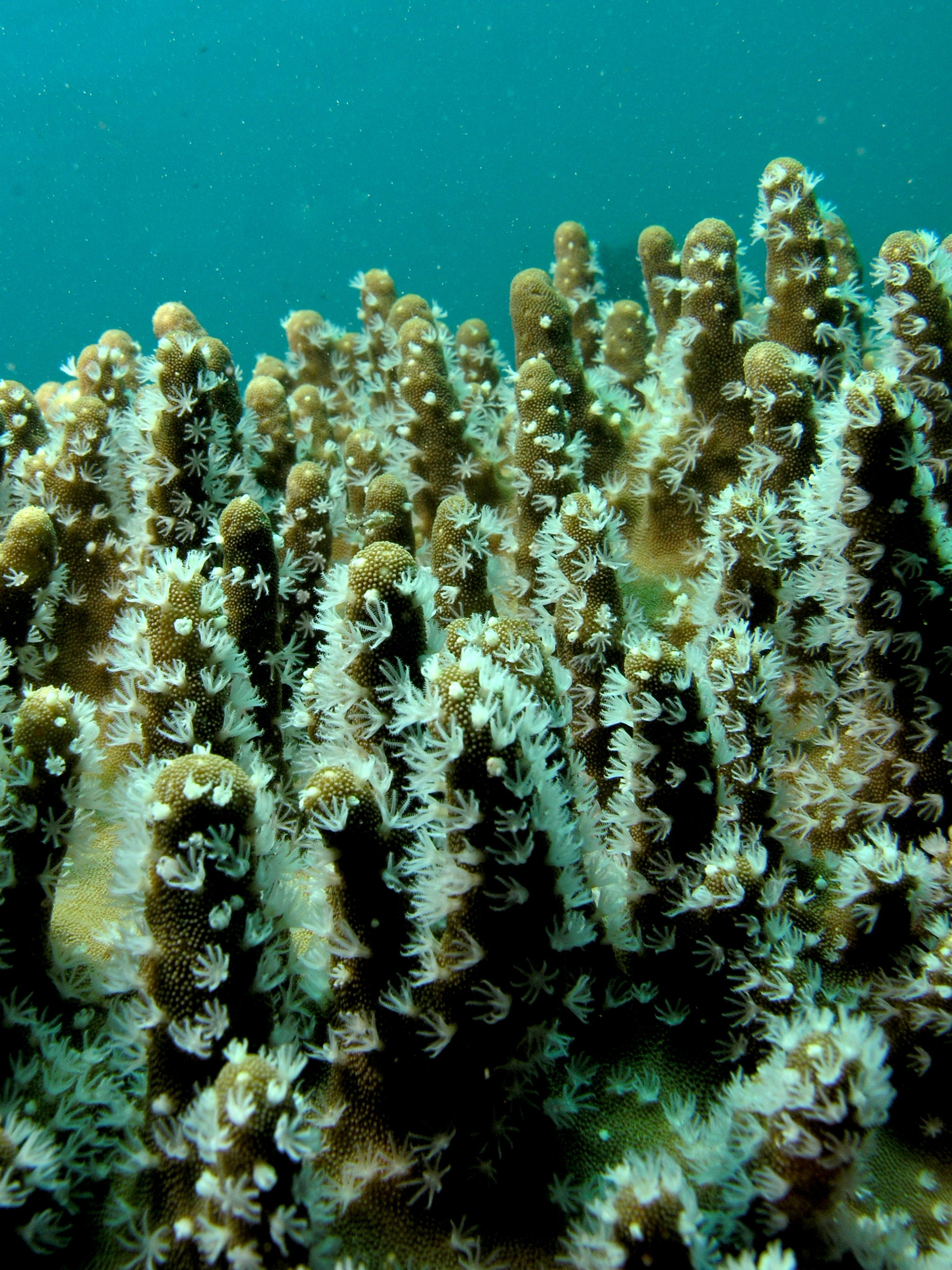
Lobophytum sp.
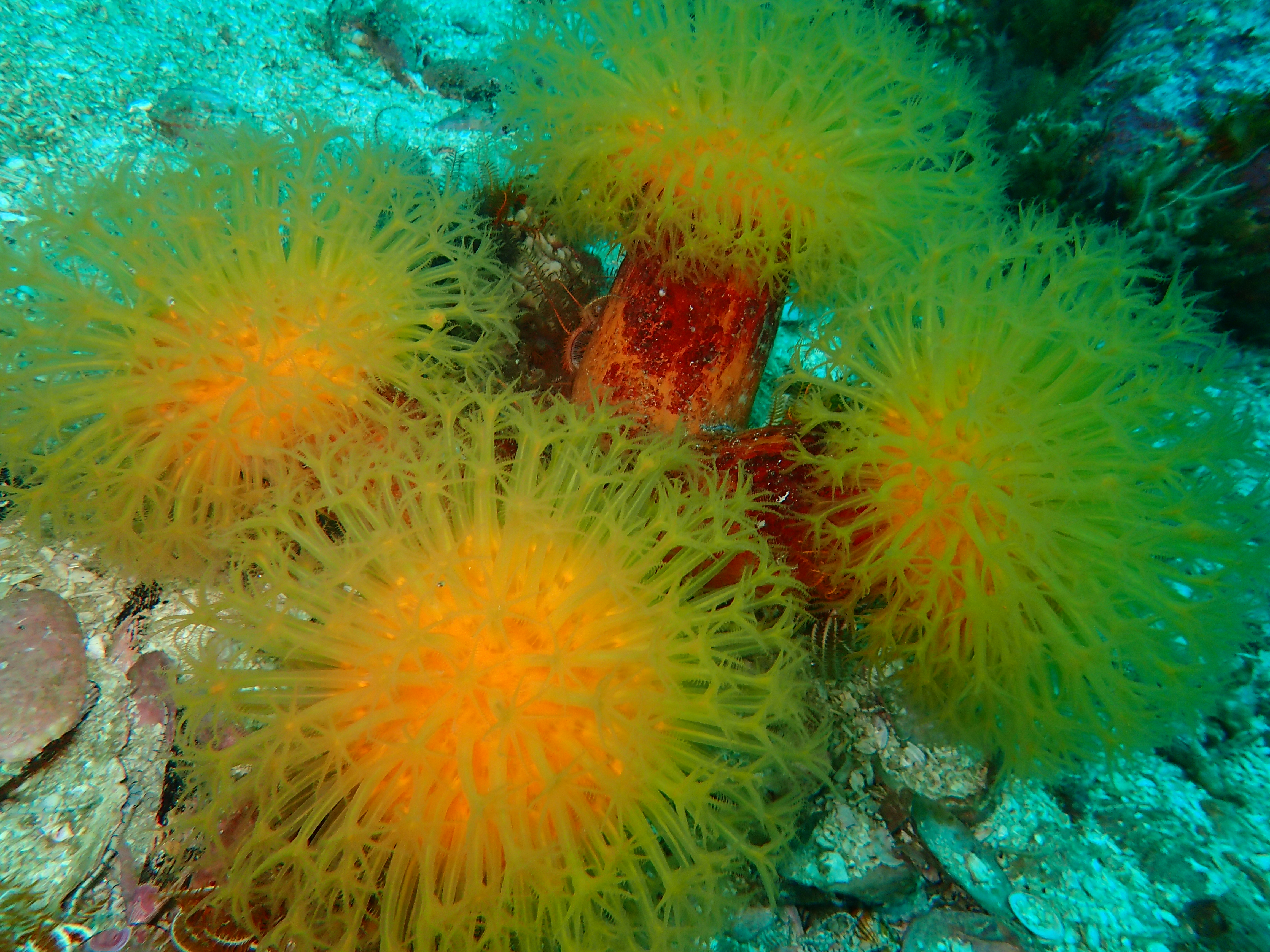
Malacacanthus capensis
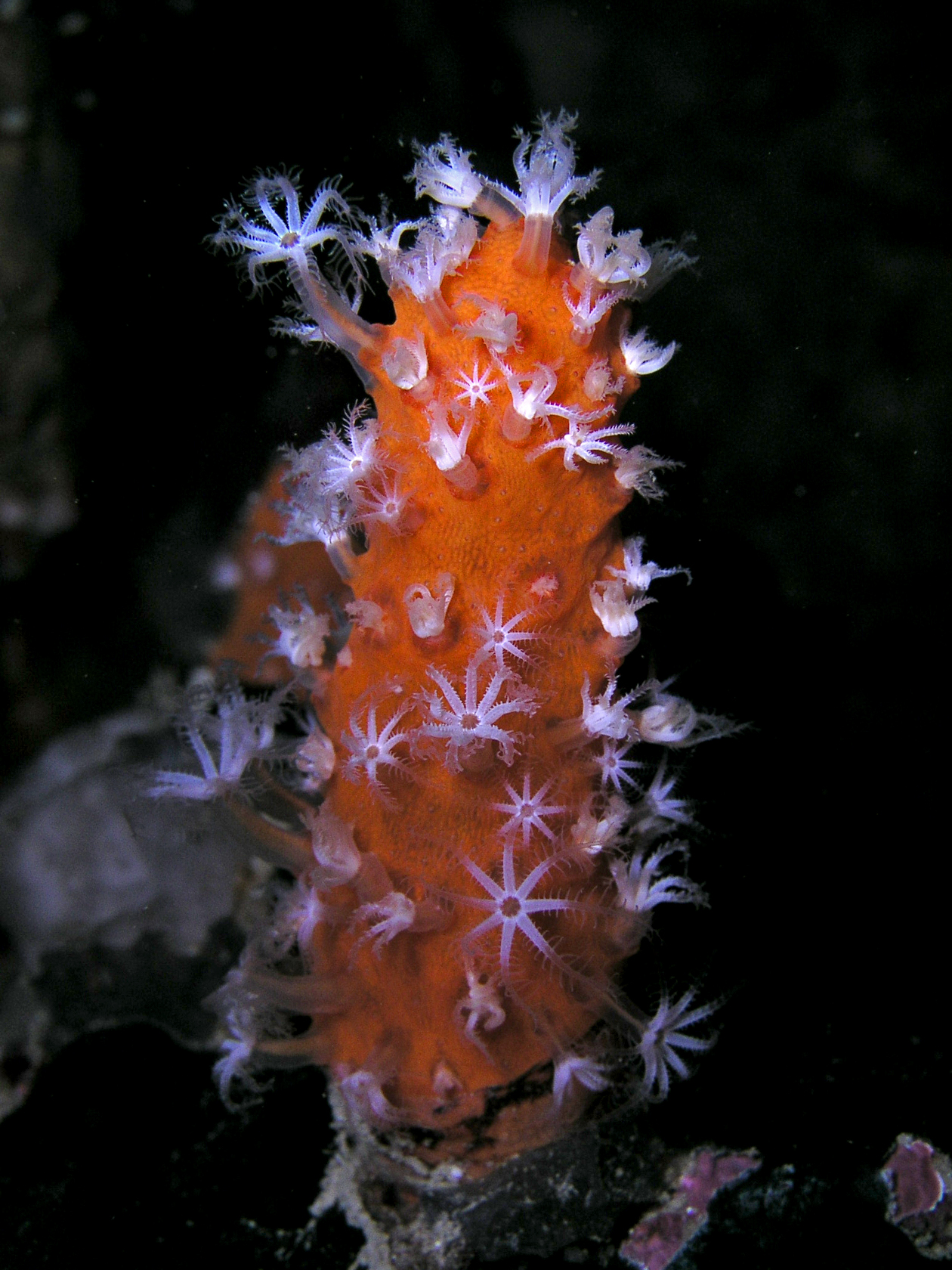
Paraminabea aldersladei
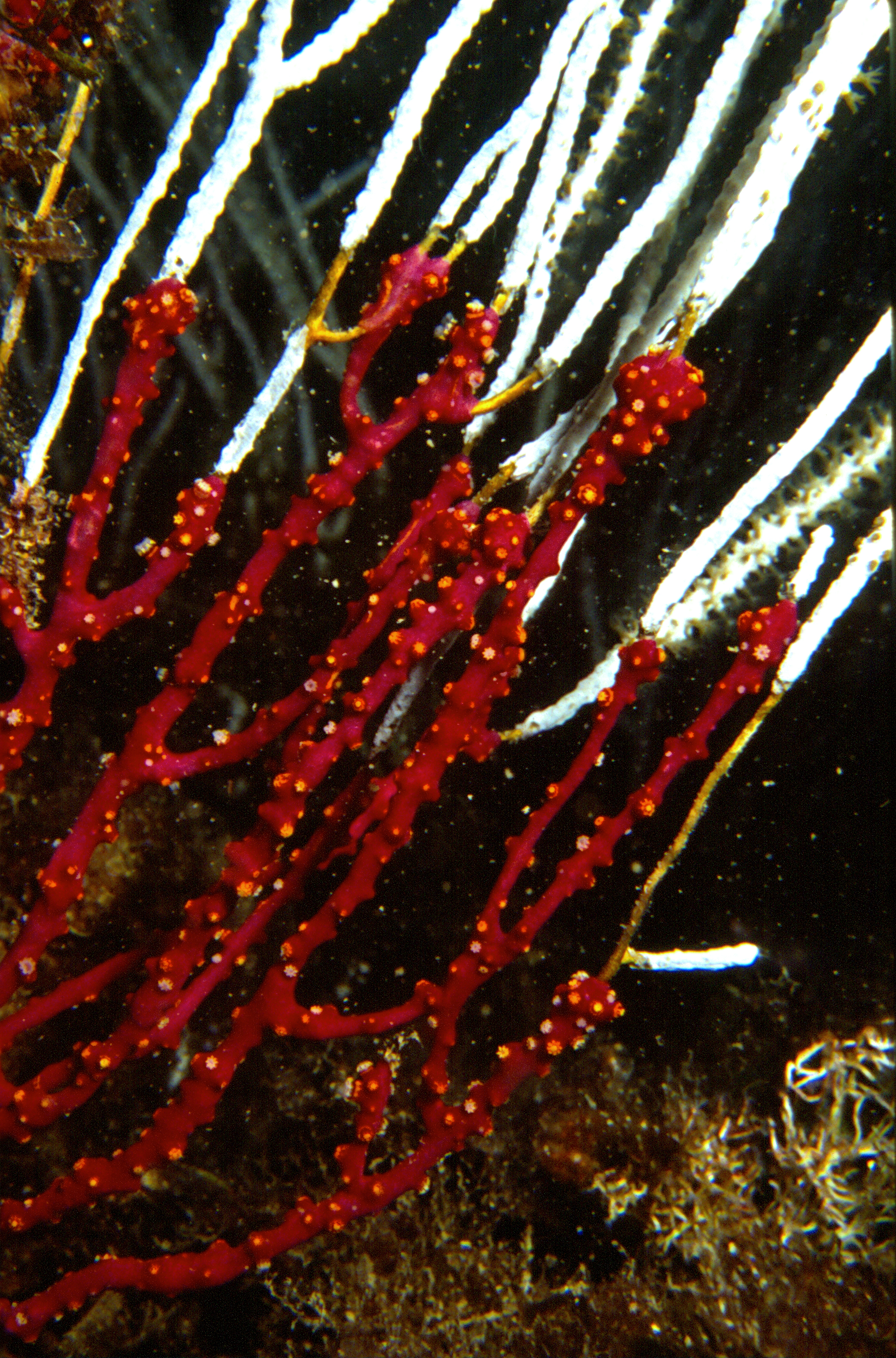
Parerythropodium coralloides
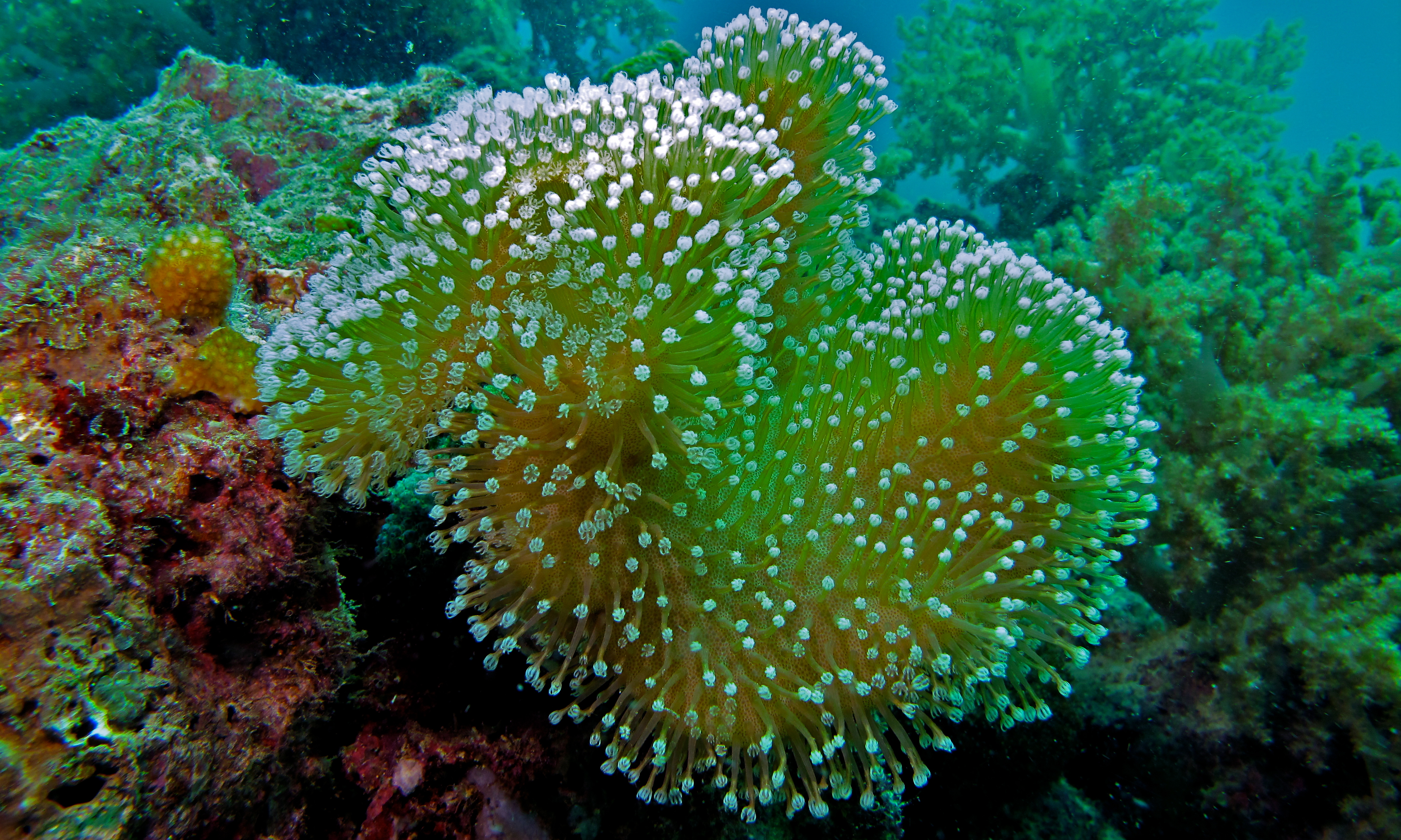
Sarcophyton sp.
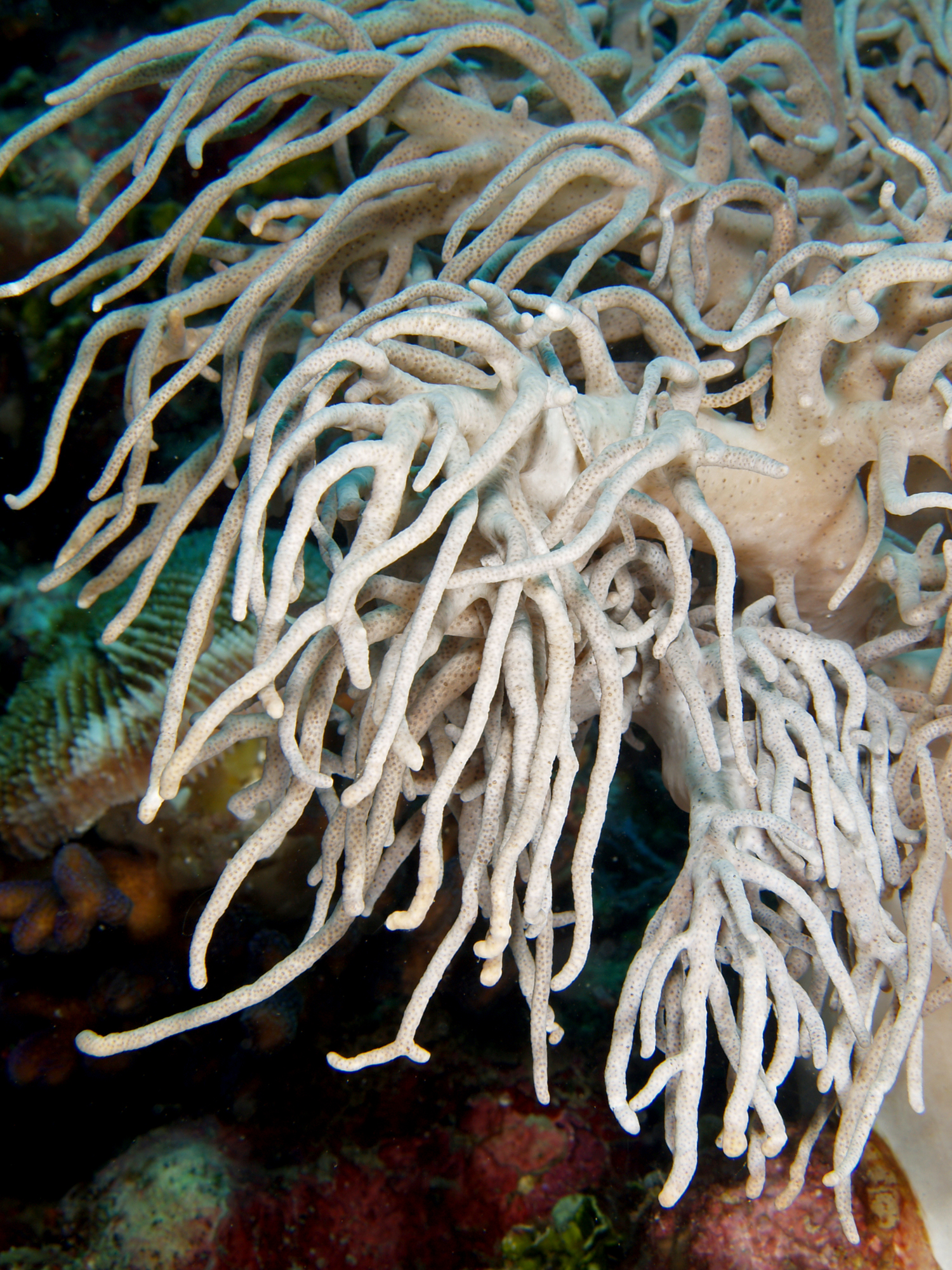
Sinularia flexibilis
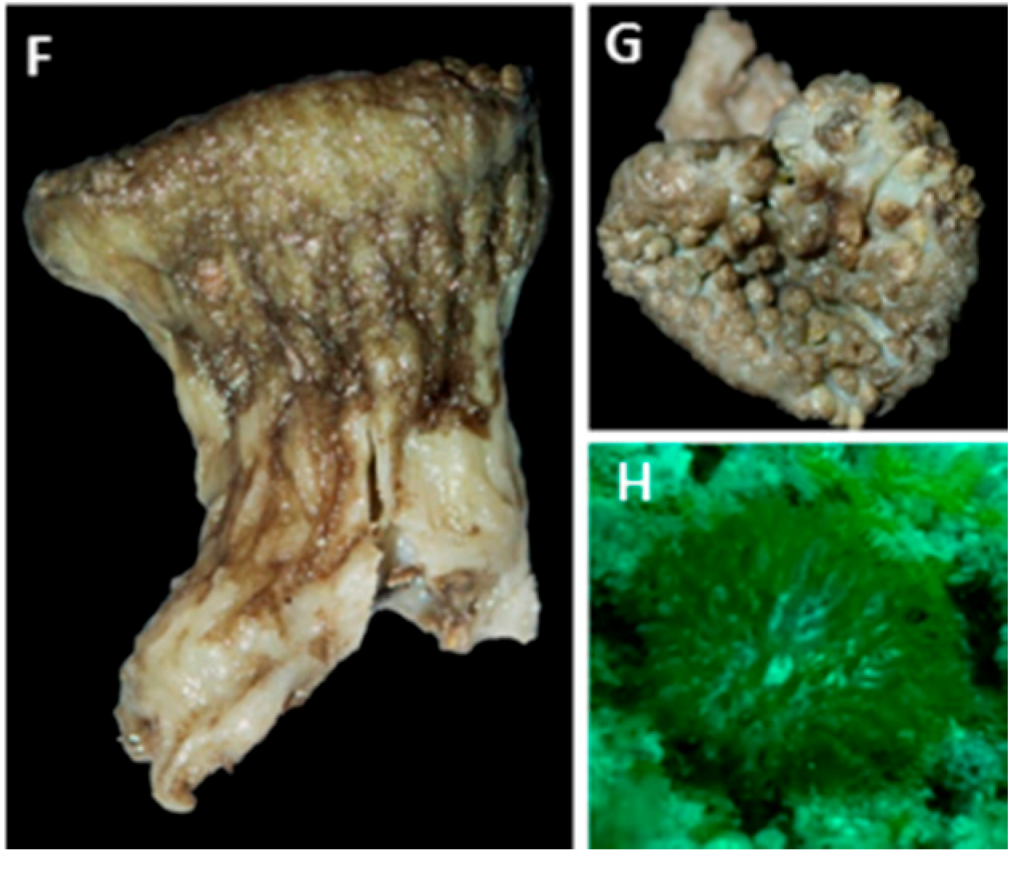
Skamnarium complanatum